# Megophrys montana
Espèce
Statut de conservation UICN

 LC  : Préoccupation mineure
Megophrys montana ou Grenouille cornue de montagne est une espèce d'amphibiens de la famille des Megophryidae.

## Répartition
Cette espèce est endémique de l'île de Java en Indonésie. Elle se rencontre jusqu'à au moins 1 200 m d'altitude,. Sa présence est incertaine dans l'Ouest de Sumatra.

## Habitat
Cette grenouille vit dans les forêts tropicales.

## Description
La grenouille cornue de montagne mesure de 7 à 14 cm. Elle est brune, son museau est allongé en pointe et elle a une bouche très large et deux petites cornes pointues au-dessus des yeux.
Elle est essentiellement terrestre. Elle se cache avec aisance sous les feuilles ou dans le sable.

## Alimentation
Elle se nourrit d'insectes.

## Reproduction
Elle se reproduit à la saison des pluies. La femelle pond des œufs sous les cailloux des ruisseaux. Les têtards ont une grande bouche en forme de parapluie avec laquelle ils se nourrissent de minuscules organismes.

## Publication originale
- Kuhl & Van Hasselt, 1822 : Uittreksels uit breieven van de Heeren Kuhl en van Hasselt, aan de Heeren C. J. Temminck, Th. van Swinderen en W. de Haan. Algemeene Konst-en Letter-Bode, vol. 7, p. 99-104.